# Hérouvillette
Hérouvillette è un comune francese di 1 114 abitanti situato nel dipartimento del Calvados nella regione della Normandia.

## Società

### Evoluzione demografica
Abitanti censiti